# デジタル時計

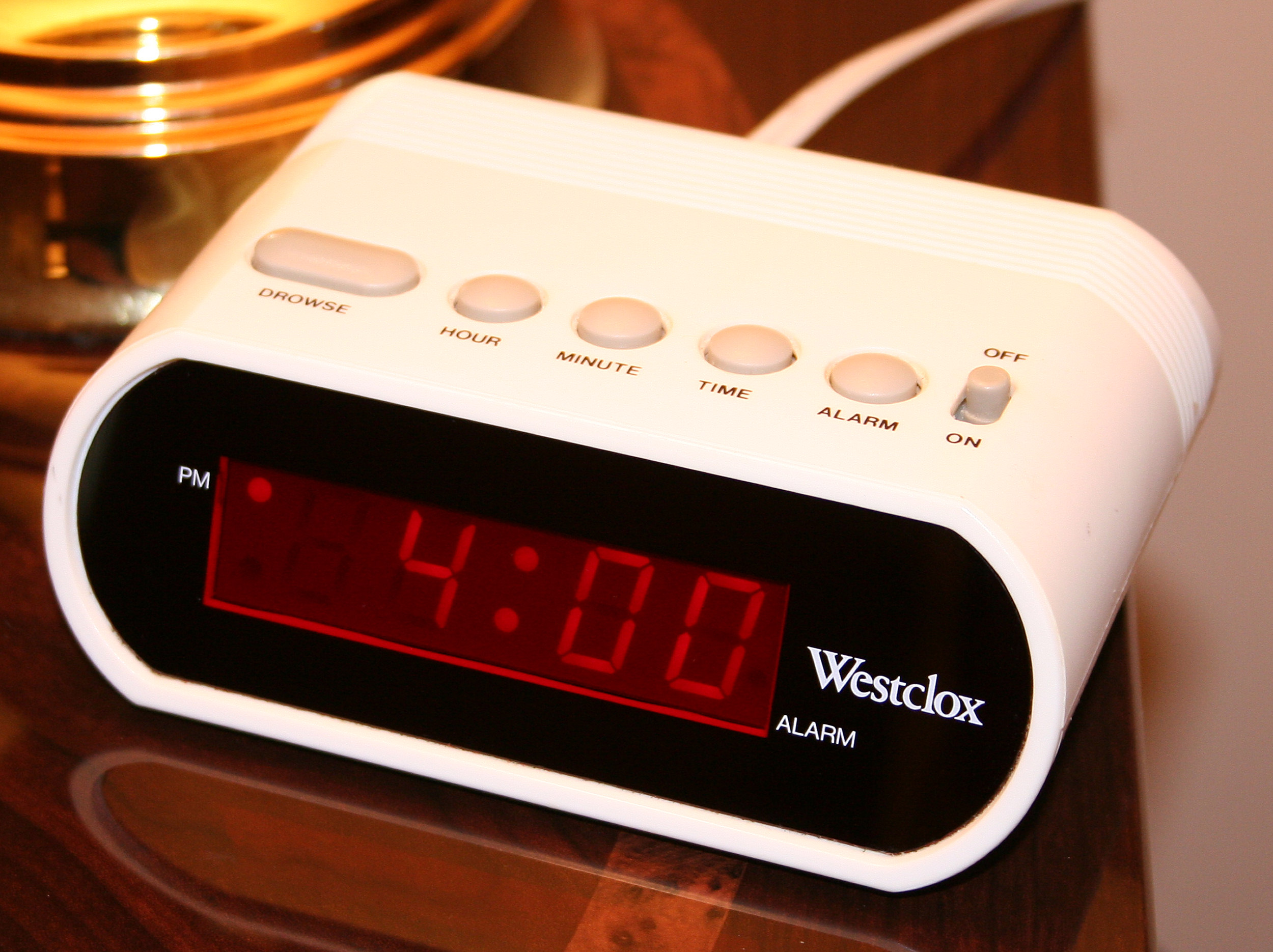
ラジオのついていないオーソドックスなデジタル時計。左上のマークはPM、つまり午後を示しており、この時刻が午後4時であることを示している。これに使われているLEDモジュールは単体で非常に大量に生産されたもので、いろいろな機器で見かけられる

デジタル時計とは、デジタル式（数字式）の表示装置をもつ時計のこと。アナログ時計（円周と針で表示される時計）に対比される。

## 電子式デジタル時計

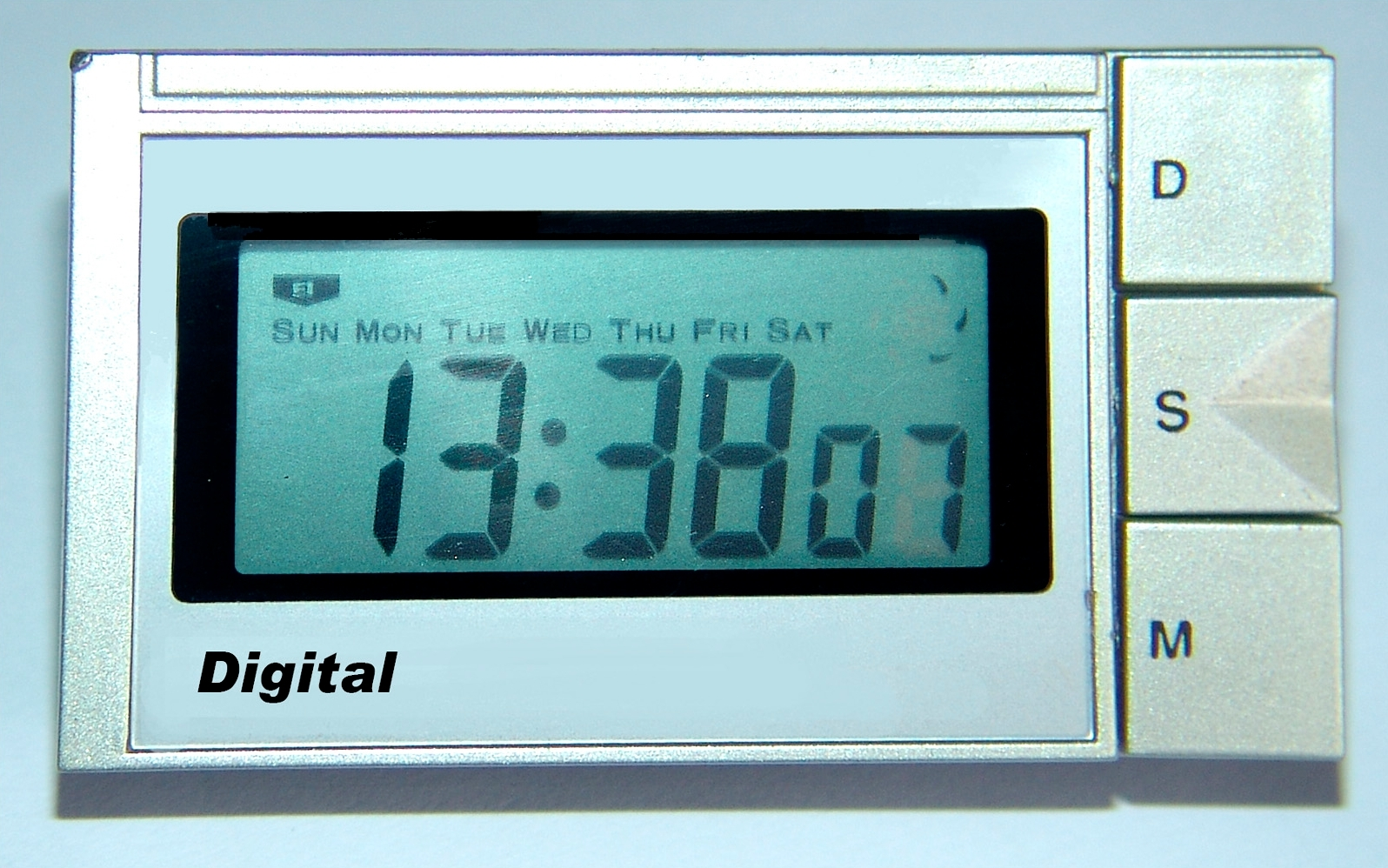
電子式デジタル時計の例。液晶表示式のもの。

電子式のデジタル時計は今日世界中で幅広く普及しているが、時計の機能を生み出す内部機構や装置は多種多様である。
電子機器組込型のCPUなどの半導体により装置の一機能として時刻を計測するものがある。この場合、時刻の精度はそれほど重要視されず、また汎用の電子部品が使われることもあり温度による影響も大きく時刻の狂いは大きくなりやすい。現在ではパソコンや携帯電話などに多く使われているが、日本で多く出回るようになるのはパソコンが普及した90年代以降であった。
一方、交流を加えた水晶振動子の規則的な電子的振動により時間を刻むクォーツ式のものは、温度差による影響が少なくかなり高精度になる。クオーツ時計は真空管回路を使う1920年代からあったが、民生用の時計が普及しだすのは1970年代である。また交流電源を使うものでは、電気の向きの変わる向きをダイオードで検出し、1/50あるいは1/60の分周器により1秒の基準信号を得るものもある。
また、天文時計のセシウムやルビジウムなどの原子の規則正しい挙動を基準信号として用いる原子時計からの時刻信号を、自動的に受信し補正する電波時計の機能を持つ製品も増えている。
デジタル表示用の素子には家庭用としては液晶表示（LCD）やLED表示、蛍光表示管表示などがある。一般には乾電池動作ができ省電力で有利な液晶表示が多く使われるが、交流電源で使われる家電機器の内蔵時計には現在もLED表示や蛍光表示管方式がよく用いられる。　またアンティークなインテリア用時計の用途ではニキシー管を用いた時計も少数ながら出回っている。
また、屋外時計では昭和10年代には日本でも数字型に折り曲げたネオンサインによるデジタル時計もあった。　戦後には多数の白熱電球を用いたドットマトリクス表示が長い間使われたが、近年はLED表示や、大型の液晶パネル表示や磁気反転パネル表示などが一般に用いられている。

電波デジタル掛時計(SEIKO)

表示素子の特徴として、それぞれ以下の特徴が挙げられる。
白熱電球
主に屋外時計の表示ランプとして使われた。
一般に電球を規則的に多数並べたドットマトリクス方式で数字型に表示する。
夜間も明るいが消費電力も大きい。また電球の寿命が短い。
日本の家電メーカーでは近年白熱電球の製造の縮小が進められている。
ニキシー管
屋内の小型時計に用いられることがある。

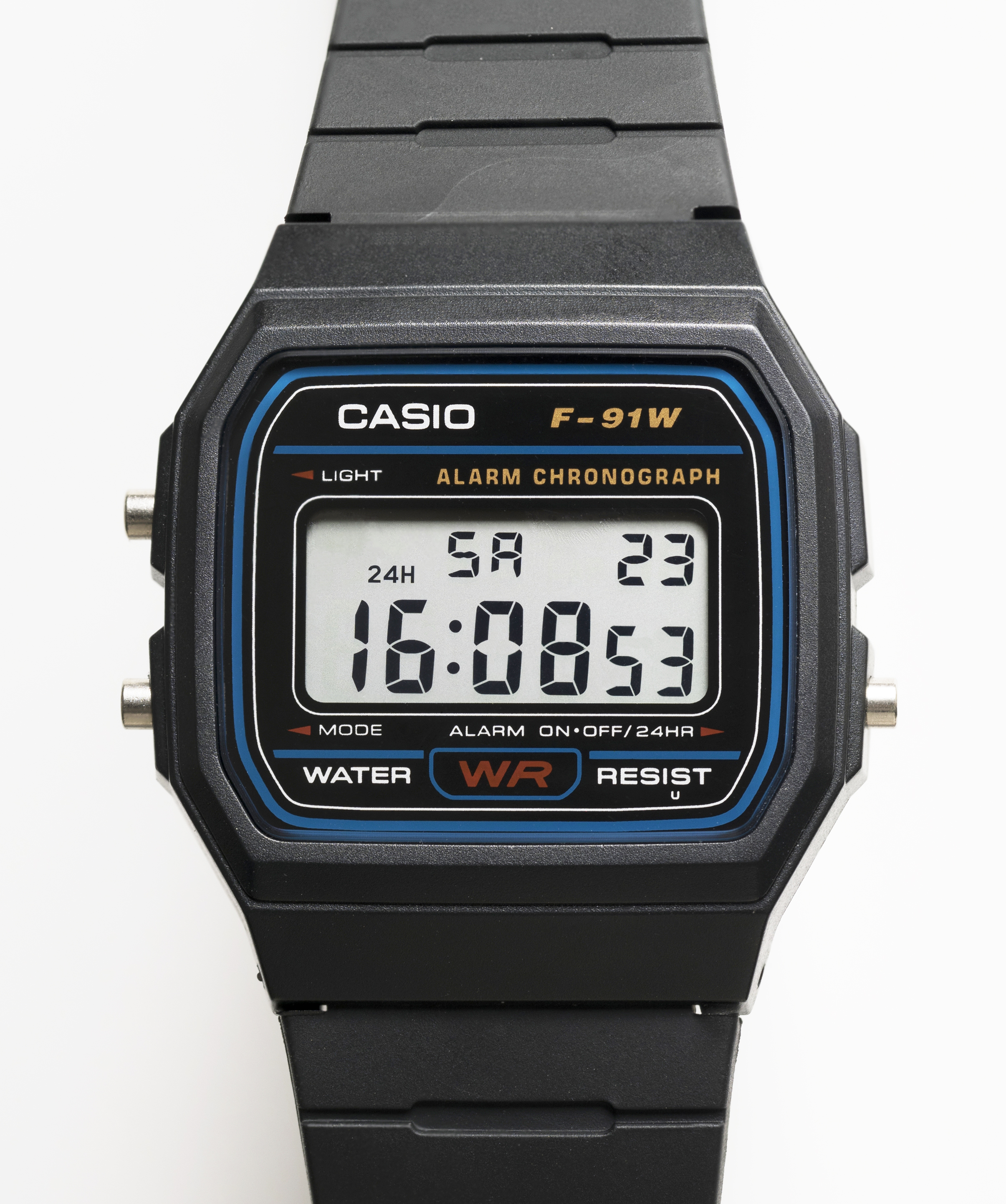
クォーツ腕時計　F-91W(カシオ)

数字の形をした発光部が多数重ねて収められている。
字形が7セグメントの形状に依存せず読みやすい、数字がほかの文字盤に隠れたり前後に動くなどの独特な特徴がある。
日本では時計用途では多くは使われなかった。
表示器の駆動には200V程度の高電圧が必要である。
蛍光表示管
屋内の小型時計や装置内蔵型時計に多く用いられる。
一般には視認性の高い緑色表示で7セグメント表示のほか、ドットマトリクス表示も使われることがある。
表示にフィラメント（ヒーター）の点灯とやや高い電圧が必要なため消費電力は比較的大きく、通常は交流電源や車載使用で用いられる。
寿命は10年以上持つことが多い。
LED
屋内の小型時計や装置内蔵型時計に多く用いられる。
数字は多くの場合7セグメント表示だが、英文字や漢字表示の必要性や製品のデザイン重視でドットマトリクス表示のものも使われることがある。
かつては発光色は赤色だけだったが、現在では製品によりフルカラーも発光可能。
低電圧駆動だが消費電力は比較的大きく、主に交流電源の使用で用いられる。
液晶パネル
多くの民生用時計や装置内蔵型時計、屋内の掲示時計に多く用いられる。
数字は多くの場合7セグメント表示で、ドットマトリクスのものもあるが、見にくくなりがちである。
文字色は一般に黒であり、視野角は広いわけではない。一般に低温では表示の動作が一層緩慢になりやすい。
自照型素子でないため暗所では照明が必要でLEDなどのバックライト照明を内蔵したものもある。液晶の偏光板の設定により背景を黒くし表示時に光を透過させることによりバックライトの色に依存した表示をさせることができる。　また透明なガラス板構造の液晶素子では、透明なガラス板に黒文字（または黒地に透明な字）のデジタル時計を表示させることができる。
消費電力は非常に低いが、一般に表示器は交流で駆動される。
磁気反転パネル
屋内外の大型時計や耐候性を求められる装置に多く用いられる。
数字はドットマトリクス、もしくは7セグメント表示。
電磁コイルに電気を流し、磁石の入った表示素子を任意の色に回転させる仕組みである。

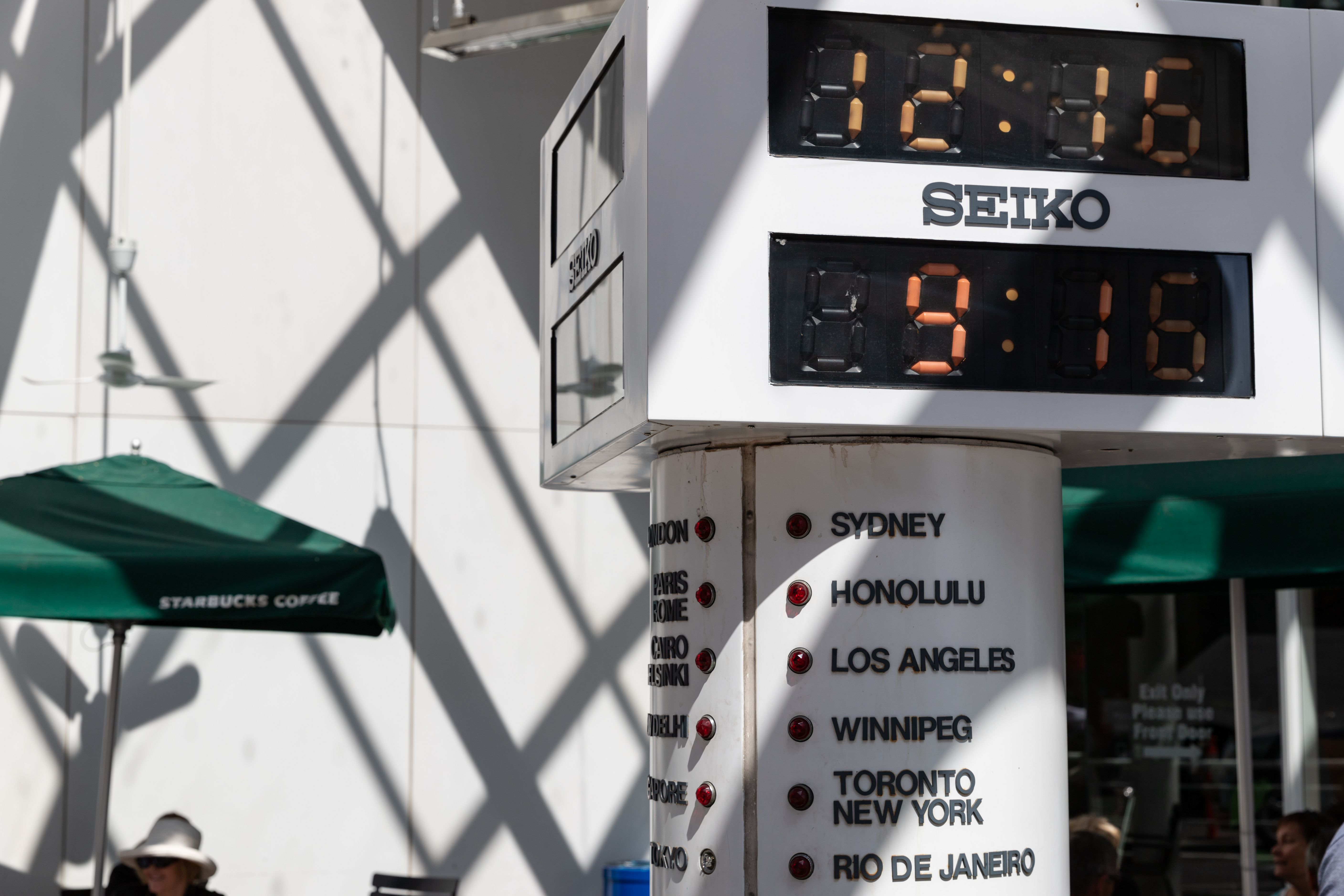
ロータリーバー式（磁気反転）（SEIKO）

パネルの色は非表示の時は黒が多いが、表示の時は白や緑、黄色、オレンジなどの目立ちやすい蛍光色が使われることが多い。
夜間は照明が必要である。
消費電力は表示内容を変えるときに電力を必要とするが、内容を変えないときは駆動電力はかからない。
その他
屋内用途では、電磁石により動く浮き出た7セグメントのピンの文字で時刻を視認するピンクロックがあるが、動作音が大きい欠点がある。　
公共施設に置かれる大型のものでは、階段状にドットマトリクス構造の水の噴出口を設け、それぞれの水道管を揚水ポンプと電磁弁の制御により、現在時刻とともにメッセージを表示する噴水時計というものがある。
iosアプリ: Flip Clock
表示装置の駆動方法は一般に表示する素子を直に回路に接続するスタティック方式と、縦横に交差した回路にそれぞれ素子の線を接続し、時分割で電気を流すダイナミック方式に大別される。スタティック方式は表示器駆動に伴うノイズが発生しにくく、高級なラジオ受信機の表示部に用いられることもあるが、表示器につながる配線の数が多くなり消費電力も多くなりがちである。一方のダイナミック方式は、表示器につながる配線の数を少なくできる。しかし発信器を使い表示器を時分割で部分的に表示させるため、ちらつきが生じやすく目が疲れることがあり、ラジオなどの電波ノイズの発生源となることがある。

## 機械式デジタル時計

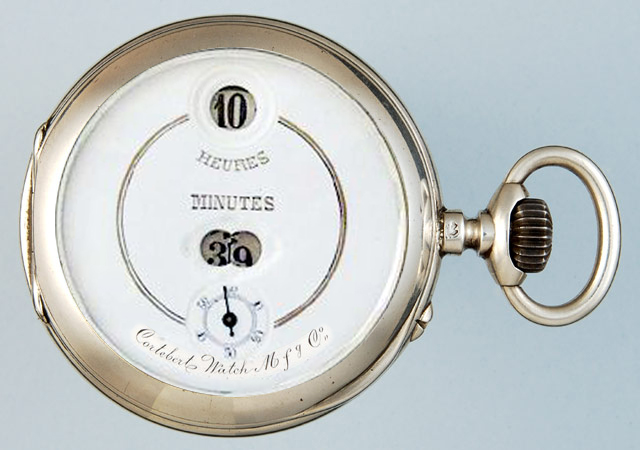
コルトベルト社の1890年代の回転板表示式のデジタル時計。

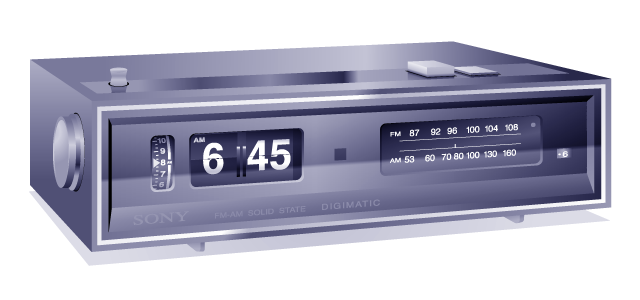
機械式デジタル時計の例(パタパタ時計)。ラジオと一体型のもの。(SONY)

時刻を歯車やカムなどの力学的な伝達機構により機械的にデジタル表示をする方式で、回転ドラムや円盤を回転させたり、数字板を反転させたりすることで時刻を直読するもの。ゼンマイ動力による回転板式のものは19世紀には既に登場していた。
現在も機械式デジタル時計の一種として広く知られる反転板式デジタル時計（パタパタ時計）は、文字の数字を羅列した板をたくさん用意しておいて、水車のように回転させて、現在の数字を示す。時(hour)用の24枚と、分(minute)用の60枚があり、それぞれ、ツメではじく形で、一枚ずつずらす。時間を決める原理は、商用電源周波数を利用した同期電動機駆動であるのが普通であった。
蛍光表示管や液晶が普及するより前には、回転ドラム式デジタル時計とともにこの方式が主流であった。
21世紀になった現在でも、古くからある空港などでは機械式デジタル時計が置かれているところもある。また、腕時計にも機械的にデジタル表示をしたものも存在している。なかでもブルガリのジェラルドジェンタウォッチや大塚ローテックの7.5号などは「ジャンピングアワー」と呼ばれる、小窓の時を示す数字が一時間に一回、瞬時に切り替わる機構を採用している。